# Otto Scheff
Otto Scheff (n. 12 decembrie 1889, Berlin, Imperiul German – d. 26 octombrie 1956, Maria Enzersdorf, Austria Inferioară, Austria) a fost un politician austriac, medaliat olimpic. A participat la 2 ediții ale Jocurilor Olimpice (1908, 1912) în care a câștigat o medalie de bronz.